# Akmonistion
Akmonistion é um gênero de peixes cartilaginosos que viveram durante o período Carbonífero na Escócia.